# Флав'єн Бойомо
Флав'єн Енцо Тьєдор Бойомо (фр. Flavien Enzo Thiédort Boyomo; нар. 7 жовтня 2001) — камерунський футболіст, захисник іспанського клубу «Осасуна» і збірної Камеруну.

## Клубна кар'єра
Займався футболом в системі клубу «Тулуза», а 2016 року приєднався до академії англійського «Блекберн Роверз».

### «Альбасете»
В серпні 2020 року підписав контракт з іспанським «Альбасете», після чого був переведений до резервної команди з Терсери. 26 вересня 2020 року дебютував в основному складі «Альбасете» в матчі Сегунди проти «Фуенлабради». 25 жовтня в поєдинку проти «Райо Вальєкано» забив свій перший гол за клуб. 23 грудня 2020 року продовжив контракт з «Альбасете» до літа 2024 року. За результатами сезону його команда понизилася в класі.
Наступного сезону виступав з «Альбасете» в Прімері Федерасьйон, у підсумку допомігши команді повернутися до Сегунди. 7 червня 2023 року поєдинок плей-оф підвищення до Ла-Ліги проти «Леванте» став для нього ювілейним, 100-им, в складі «Альбасете». В сезоні 2022–23 провів 39 матчів за клуб, відзначившись одним голом.

### «Реал Вальядолід»
7 липня 2023 року перейшов в клуб Сегунди «Реал Вальядолід», підписавши чотирирічний контракт. Сума трансферу становила 1,2 млн євро. 11 серпня дебютував за нову команду в матчі проти хіхонського «Спортінга», вийшовши в стартовому складі. 3 березня 2024 року в поєдинку проти «Андорри» забив свій перший гол за «Вальядолід». За підсумками сезону допоміг клубу посісти 2-е місце в Сегунді та вийти в еліту.
19 серпня 2024 року в матчі проти «Еспаньйола» дебютував в Ла-Лізі.

### «Осасуна»
29 серпня 2024 року перейшов в «Осасуну», підписавши п'ятирічний контракт. Сума трансферу становила 5 млн євро. 1 вересня дебютував за нову команду в матчі Ла-Ліги проти «Сельти», вийшовши в стартовому складі. В тій ж грі забив свій перший гол за «Осасуну».

## Кар'єра в збірній
10 березня 2023 року вперше викликаний до збірної Камеруну головним тренером Рігобером Сонгом для участі в матчах для участі в матчах відбіркового турніру до Кубка африканських націй 2023 проти збірної Намібії.
19 листопада 2024 року дебютував за збірну Камеруну в поєдинку відбіркового турніру до чемпіонату світу 2026 проти збірної Зімбабве, вийшовши в стартовому складі. 6 червня 2025 року в товариському матчі протт збірної Уганди забив свої перші голи за збірну Камеруну, відзначившись дублем.

## Статистика виступів

### Клубна статистика
Станом на 24 травня 2025 
| Клуб              | Сезон             | Чемпіонат           | Чемпіонат | Чемпіонат | Кубок | Кубок | Інші  | Інші | Всього | Всього |
| Клуб              | Сезон             | Дивізіон            | Матчі     | Голи      | Матчі | Голи  | Матчі | Голи | Матчі  | Голи   |
| ----------------- | ----------------- | ------------------- | --------- | --------- | ----- | ----- | ----- | ---- | ------ | ------ |
| Альбасете         | 2020–21           | Сегунда Дивізіон    | 31        | 1         | 1     | 0     | —     | —    | 32     | 1      |
| Альбасете         | 2021–22           | Прімера Федерасьйон | 25        | 0         | 2     | 0     | 2     | 0    | 29     | 0      |
| Альбасете         | 2022–23           | Сегунда Дивізіон    | 37        | 1         | 0     | 0     | 2     | 0    | 39     | 1      |
| Альбасете         | Всього            | Всього              | 93        | 2         | 3     | 0     | 4     | 0    | 100    | 2      |
| Реал Вальядолід   | 2023–24           | Сегунда Дивізіон    | 38        | 1         | 1     | 0     | —     | —    | 39     | 1      |
| Реал Вальядолід   | 2024–25           | Ла-Ліга             | 3         | 0         | 0     | 0     | —     | —    | 3      | 0      |
| Реал Вальядолід   | Всього            | Всього              | 41        | 1         | 1     | 0     | —     | —    | 42     | 1      |
| Осасуна           | 2024–25           | Ла-Ліга             | 37        | 2         | 3     | 0     | —     | —    | 40     | 2      |
| Всього за кар'єру | Всього за кар'єру | Всього за кар'єру   | 171       | 5         | 7     | 0     | 4     | 0    | 182    | 5      |

1. ↑  Матчі плей-оф Прімера Дивізіону
2. ↑  Матчі в плей-оф Сегунда Дивізіону

### Міжнародна статистика
Станом на 6 червня 2025 
| Збірна            | Сезон             | Товариські | Товариські | Офіційні | Офіційні | Всього | Всього |
| Збірна            | Сезон             | Матчі      | Голи       | Матчі    | Голи     | Матчі  | Голи   |
| ----------------- | ----------------- | ---------- | ---------- | -------- | -------- | ------ | ------ |
| Камерун           |                   |            |            |          |          |        |        |
| 2024              | 0                 | 0          | 1          | 0        | 1        | 0      |        |
| 2025              | 1                 | 2          | 1          | 0        | 2        | 2      |        |
| Всього за кар'єру | Всього за кар'єру | 1          | 2          | 2        | 0        | 3      | 2      |

### Матчі за збірну
Станом на 6 червня 2025 
| Матчі Флав'єна Бойомо за збірну Камеруну | Матчі Флав'єна Бойомо за збірну Камеруну | Матчі Флав'єна Бойомо за збірну Камеруну | Матчі Флав'єна Бойомо за збірну Камеруну | Матчі Флав'єна Бойомо за збірну Камеруну | Матчі Флав'єна Бойомо за збірну Камеруну | Матчі Флав'єна Бойомо за збірну Камеруну | Матчі Флав'єна Бойомо за збірну Камеруну |
| №                                        | Дата                                     | Суперник                                 | Рахунок                                  | Голи                                     | Картки                                   | Хвилини                                  | Змагання                                 |
| ---------------------------------------- | ---------------------------------------- | ---------------------------------------- | ---------------------------------------- | ---------------------------------------- | ---------------------------------------- | ---------------------------------------- | ---------------------------------------- |
| 1                                        | 19 листопада 2024                        | Зімбабве                                 | 2–1                                      |                                          |                                          | 90'                                      | Відбіркові матчі ЧС-2026                 |
| 2                                        | 19 березня 2025                          | Есватіні                                 | 0–0                                      |                                          | 43'                                      | 45'                                      | Відбіркові матчі ЧС-2026                 |
| 3                                        | 6 червня 2025                            | Уганда                                   | 3–0                                      | 2                                        |                                          | 90'                                      | Товариський матч                         |

Всього: 3 матчі / 2 голи; 2 перемогп, 1 нічия, 0 поразок.